# 吉纳维芙·瓦伦廷
吉纳维芙·瓦伦廷（英語：Genevieve Valentine，1981年—）是美国一名女性作家，她主要从事奇幻小说与科幻小说的创作。她的首部小说《机械：特雷索马戏团的故事（Mechanique: A tale of the Circus Tresaulti）》为她赢得了克劳福德奖并入围了星云奖最佳长篇小说奖短名单。目前吉纳维芙·瓦伦廷正在与传奇出版社合作创作惊悚奇幻类系列小说“假面序列（The Persona Sequence）”，该系列由纳瓦·沃尔夫担任编辑，目前已经出版了《假面》（2015年）和《偶像》（2016年）两本小说。
2014年到2015年期间，瓦伦廷与画家盖里·布朗（Garry Brown）及大卫·墨西拿合作，为DC漫画的“猫女”新系列漫画书担任漫画编剧。之后，她又为《蝙蝠侠与罗宾：不朽传奇》担任编剧。

## 主要作品

### 小说

#### 长篇小说
- 《机械：特雷索马戏团的故事（Mechanique: A Tale of the Circus Tresaulti）》（2011年5月10日；优质图书（英语：Prime Books）；ISBN 9781607012535）

- 《翠鸟俱乐部的女孩（The Girls at the Kingfisher Club: A Novel）》（2014年6月3日；西蒙与舒斯特；ISBN 9781476739106）

- 《假面（Persona）》（2015年3月10日；传奇出版社（英语：Gallery Publishing Group）；ISBN 9781481425148）

- 《偶像（Icon）》（2016年6月28日；传奇出版社（英语：Gallery Publishing Group）；ISBN 9781481425155）

#### 中篇小说
- 《梦想之家（Dream Houses）》（2014年10月14日；华盛顿科幻协会（英语：Washington Science Fiction Association）；ISBN 9781936896059）

#### 短篇小说
- 《地势（Terrain）》（2013年3月6日；汤姆·达赫迪合伙（英语：Tom Doherty）；ISBN 9781466839243）

- 《爱之虫（The Insects of Love）》（2014年6月10日；汤姆·达赫迪合伙（英语：Tom Doherty）；ISBN 9781466872387）

### 漫画书
- 《猫女》（2014年－2015年；DC漫画）

- 《蝙蝠侠与罗宾：不朽传奇（英语：Batman and Robin Eternal）》（2015年迄今；DC漫画）

- 《战士公主西娜》（2016年迄今；DC漫画）

## 奖项荣誉
| 年份   | 奖项                 | 入围作品                     | 结果 | 备注  |
| ------ | -------------------- | ---------------------------- | ---- | ----- |
| 2012年 | 克劳福德奖           | 《机械：特雷索马戏团的故事》 | 獲獎 | [ 2 ] |
| 2011年 | 星云奖最佳长篇小说奖 | 《机械：特雷索马戏团的故事》 | 提名 | [ 3 ] |